# Elecciones estatales de Yucatán de 2015
Las Elecciones estatales de Yucatán de 2015 se llevaron a cabo el domingo 7 de junio de 2015 , y en ellas se renovaron los titulares de los siguientes cargos de elección popular del estado mexicano de Yucatán:
- 25 diputaciones estatales: 15 diputaciones electas por mayoría relativa y 10 designados mediante representación proporcional para integrar la LXI Legislatura del Congreso del Estado.
- 106 ayuntamientos o comunas: Formados por regidores de mayoría relativa y de representación proporcional, siendo el primer regidor de mayoría electo como Presidente Municipal y el segundo regidor como Síndico, todos electos por un periodo de 3 años. El número de regidores los establece la legislación local de acuerdo a la población del municipio. En 102 municipios, se pueden reelegir por un periodo adicional.[3]

## Organización

### Distritos electorales
Para la elección de diputados de mayoría relativa del Congreso del Estado de Yucatán, la entidad se divide en 15 distritos electorales.
| Distrito | Cabecera   | Municipios | Mapa |
| -------- | ---------- | ---------- | ---- |
| 1        | Mérida     | 1          |      |
| 2        | Mérida     | 1          |      |
| 3        | Mérida     | 1          |      |
| 4        | Mérida     | 1          |      |
| 5        | Mérida     | 1          |      |
| 6        | Kanasín    | 5          |      |
| 7        | Mérida     | 1          |      |
| 8        | Umán       | 10         |      |
| 9        | Progreso   | 12         |      |
| 10       | Tizimín    | 8          |      |
| 11       | Valladolid | 7          |      |
| 12       | Tekax      | 8          |      |
| 13       | Ticul      | 12         |      |
| 14       | Tecoh      | 21         |      |
| 15       | Izamal     | 22         |      |

## Resultados

### Congreso del Estado de Yucatán
|  | 41.55 % |

|  | 34.95 % |

|  | 5.36 % |

|  | 3.16 % |

|  | 2.44 % |

|  | 2.25 % |

|  | 1.85 % |

|  | 0.79 % |

|  | 0.27 % |

|  | 0.19 % |

|  | 3.16 % |

|  | 100 % |

### Ayuntamientos

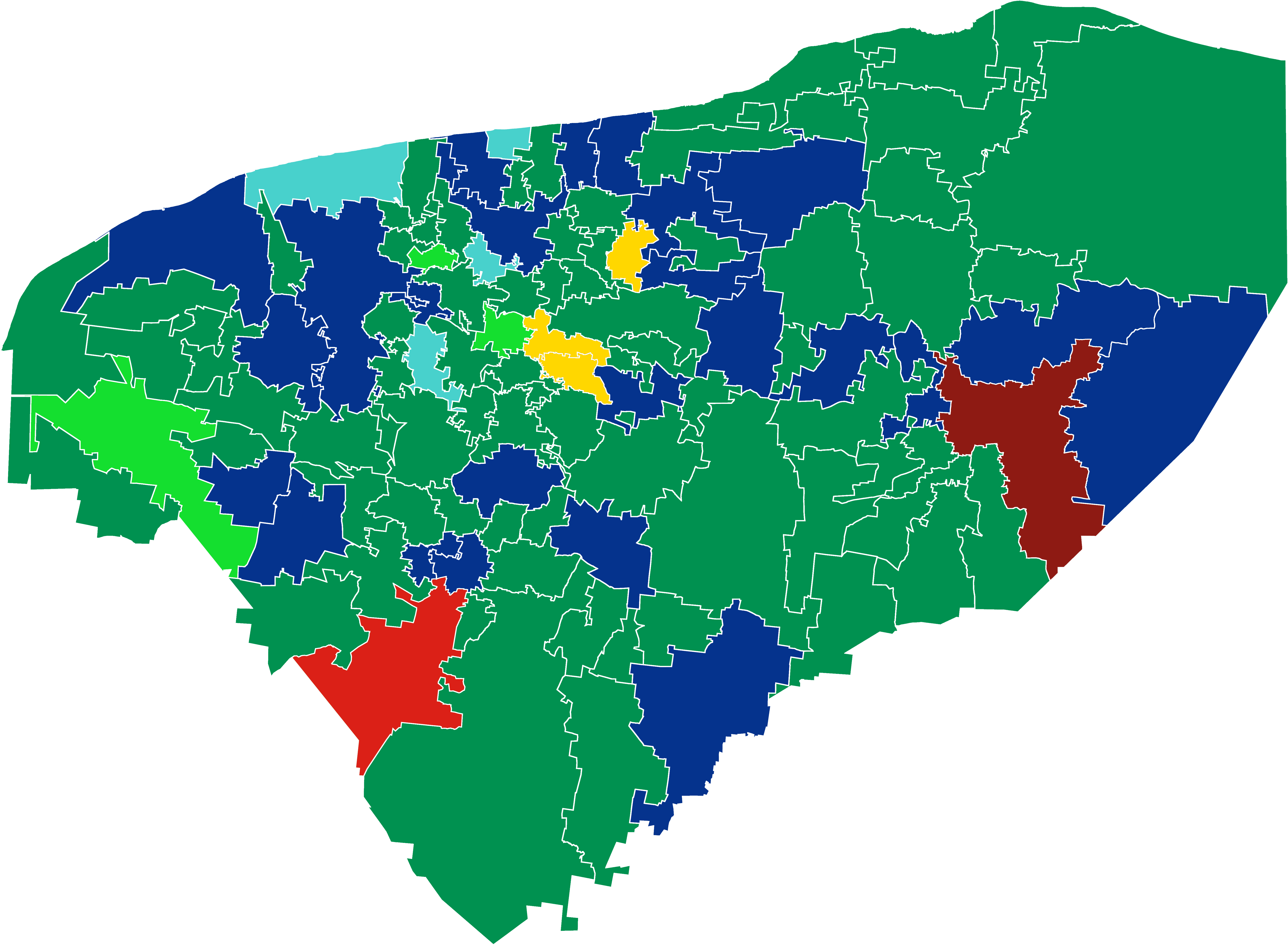
Distribución de las ayuntamientos por partido:
PRI (70)
PAN (24)
Nueva Alianza (4)
PRD (3)
PVEM (3)
PT (1)
Morena (1)

| Partido      | Partido                              | Municipio |
| ------------ | ------------------------------------ | --------- |
|              | Partido Revolucionario Institucional | 70/106    |
|              | Partido Acción Nacional              | 24/106    |
|              | Nueva Alianza                        | 4/106     |
|              | Partido de la Revolución Democrática | 3/106     |
|              | Partido Verde Ecologista de México   | 3/106     |
|              | Movimiento Regeneración Nacional     | 1/106     |
|              | Partido del Trabajo                  | 1/106     |
|              | Movimiento Ciudadano                 | 0/106     |
|              | Partido Humanista                    | 0/106     |
|              | Partido Encuentro Social             | 0/106     |
| Fuente:IEPAC |                                      |           |

#### Ayuntamiento de Mérida
|  | 44.43 % |

|  | 40.70 % |

|  | 6.48 % |

|  | 2.92 % |

|  | 1.52 % |

|  | 00.00 % |

|  | 0.00 % |

|  | 0.08 % |

|  | 2.57 % |

|  | 100.00 % |